# Présidence de Petro Porochenko
Président de l'Ukraine
Présidence de Viktor Ianoukovytch Présidence de Volodymyr Zelensky
La présidence de Petro Porochenko fait suite à la révolution de Maïdan et à la destitution de l'ancien président Ianoukovytch. Son mandat débute le 7 juin 2014 après sa victoire au premier tour de l'élection présidentielle anticipée.
Il remporte les élections législatives avec son parti mais n'obtient pas la majorité. Il décide de maintenir le premier ministre Arseni Iatseniouk à la tête d'une coalition.
Sa présidence est marquée par la guerre du Donbass à laquelle il tente de mettre fin tout en se rapprochant des pays occidentaux, sa politique d'austérité et des accusations de corruption qui font chuter sa popularité.
Son mandat prend fin le 20 mai 2019, à la suite l’élection présidentielle de 2019, qu'il perd face à son adversaire du second tour, Volodymyr Zelensky.

## Chronologie du mandat

### 2014
- 27 juin : Un accord d'association et de libre-échange avec l’Union européenne est signé[2].
- 4 juillet : Les villes de Sloviansk et Kramatorsk sont reconquises par les forces armées ukrainiennes[3]. Alors que l'offensive ukrainienne approche de la ville de Donetsk, le président français et la chancelière allemande invitent le président Porochenko et  les forces ukrainiennes à « de faire preuve de la retenue nécessaire au plan militaire, afin d’épargner les populations civiles »[4].
- 21 novembre : Un certain nombre de partis, donc le Bloc Petro Porochenko, adoptent un accord de coalition à la Rada, détaillant les lignes du programme de lois prévus, sur lesquels les différents membres se sont entendus. Dans le préambule de celui-ci sont détaillé les quatre priorités de cette majorité :
  - Résolution des conflits à l'Est, retour des territoires perdus, protection des droits et libertés des citoyens des territoires occupés, des captifs et des réfugiés ; développement de la capacité de défense nationale.
  - Enquête sur les crimes commis pendant la Révolution de la Dignité.
  - Le paquet de réformes économiques, politiques, administratives et sociales, basé sur l'Accord d'Association entre l'Ukraine et l'Union Européenne, avec pour objectif commun d'amener l'Ukraine au niveau de développement politique et socio-économique nécessaire pour une adhésion complète à l'UE.
  - Les membres de la coalition s'engagent à garantir le plus haut niveau de responsabilité et de transparence de leurs activités, à lutter contre la corruption sous toutes ses formes et à proclamer en général la « pleine responsabilité politique », avec les autres branches du Gouvernement, en ce qui concerne la mise en œuvre des réformes[5].

## Politique économique
Pendant les cinq ans du mandat de Porochenko, l’économie ukrainienne a subi un changement significatif, orientant ses échanges commerciaux vers l'Union européenne plutôt que vers la Russie. En 2018, 42 % des exportations ukrainiennes étaient destinées à l'UE, contre seulement 7,8 % à la Russie, alors qu'en 2013, les parts de marché étaient équivalentes à 30 % chacune. L'Ukraine exporte désormais principalement des produits agricoles et manufacturés vers l'UE, marquant une intégration économique notable malgré la faiblesse en valeur ajoutée des produits.
Ce rééquilibrage régional a vu le développement d'une petite industrie à l'ouest du pays, en réponse à la crise dans les régions industrielles de l'est, touchées par la guerre du Donbass et la perte de la Crimée. Le soutien des bailleurs internationaux, avec un paquet d'aide de 17,5 milliards de dollars en 2015, a été crucial pour stabiliser l'économie ukrainienne, permettant de surmonter une récession sévère et de retrouver une croissance positive de 3,5 % en 2018.
Des réformes importantes ont été entreprises, telles que l'assainissement du secteur bancaire, l'augmentation des prix du gaz et la simplification des procédures administratives. Cependant, la corruption demeure un problème majeur, l'Ukraine étant classée 120e sur 180 par Transparency International.
Malgré ces défis, l'Ukraine attire des investisseurs étrangers, et des entreprises comme Ikea et H&M qui ont ouvert des magasins à Kiev en 2019. Le pays continue de se tourner vers l'Europe, et les principaux candidats à la présidentielle de 2019 s'engagent à poursuivre cette orientation pro-européenne, indépendamment des résultats électoraux.

## Lutte contre la corruption
Si la Révolution de la Dignité a été motivée par l’annonce du président Ianoukovytch de ne pas signer l'Accord d'association avec l'Union Européenne, mais un des problèmes sous-jacent était la corruption systémique, qui touchait tous les aspects de l'État. Plusieurs réformes anti-corruption ont été mises en œuvre, notamment dans des secteurs stratégiques comme l'énergie et la justice. Le secteur du gaz, autrefois miné par la corruption, a vu une transformation importante avec la réforme de Naftogaz, qui est devenue une entreprise rentable et un grand contributeur au budget de l'État. Le système bancaire a également été largement réorganisé, avec la fermeture de nombreuses banques corrompues et la modernisation de la Banque nationale d'Ukraine.
Cependant, ces réformes ont eu des résultats mitigés et sont restées incomplètes. Par exemple, la réforme de la police a amélioré le contact initial entre citoyens et forces de l'ordre, mais le système d’enquête reste corrompu. Par ailleurs, il existe un écart entre la perception internationale des réformes (généralement positive) et l'opinion publique ukrainienne, qui reste très sceptique. Les citoyens considèrent toujours au terme du mandat de Porochenko, que la corruption comme un obstacle majeur au développement du pays.

## Réforme fiscale
En décembre 2014, Natalie Jaresko, une économiste d'origine ukrainienne nommée ministre des Finances de l'Ukraine, a entrepris une réforme fiscale majeure. Son objectif était de simplifier un système fiscal complexe et souvent source de corruption. Le système précédent entraînait des abus de la part de certains agents fiscaux, qui exigeaient des pots-de-vin pour ignorer des irrégularités.
La réforme a éliminé du système ces échappatoires et ces incohérences, ce qui a limité les opportunités de fraude. Les changements incluaient une réduction significative du nombre d'impôts et une diminution de moitié des taxes sur la masse salariale, encourageant ainsi les entreprises à verser des salaires de manière officielle plutôt qu'en partie en espèces, comme c'était courant. Ces réformes ont simplifié le respect des obligations fiscales pour les entreprises et ont visé à améliorer la transparence du système.

## Reforme des institutions locales
En avril 2014, à l’initiative de Volodymir Groysman (qui était alors vice-Premier ministre et ministre du Développement régional, de la Construction, du Logement et des Services communaux), le gouvernement a approuvé un document d’orientation sur la réforme de l’autonomie locale et de la structure territoriale du pouvoir qui a marqué le lancement d'une réforme d'envergure de la décentralisation des institutions ukrainiennes.
Dans un premier temps, la constitution a d'abord été amendée pour permettre la mise en place d’organes exécutifs dans les conseils d’oblast (région) et de rayon (district), réorganiser les administrations publiques locales pour en faire des organes de contrôle et de supervision, et donner une définition claire de la collectivité en tant que division administrative, puis ont été voté, les lois amendant le Code budgétaire et le Code des impôts, faisant passer la part des budgets locaux dans le budget consolidé de l’Ukraine ne cesse d’augmenter à 51,2 % à la fin de 2017 contre 45,6 % en 2015. De manière concrète par la suite, des regroupements de collectivités territoriales ont été effectués et de nombreux services administratifs ont été décentralisés. En 2018, dans un rapport d'analyse, l'OCDE juge ces mesures efficaces, d'autant qu'elles ont été prises en peu de temps et sont accompagnées par une stratégie nationale de développement régional. Cependant, le rapport souligne également les nombreux défis importants qui demeurent, notamment la nécessité de réduire les inégalités régionales croissantes, d'adapter les pratiques de gouvernance et les structures territoriales à différents niveaux, ainsi que d'améliorer la structure de la décentralisation budgétaire.